# 1503
Відродження •  Доба великих географічних відкриттів •  Ганза •  Ацтецький потрійний союз •  Імперія інків

## Геополітична ситуація
Османську державу очолює Баязид II (до 1512). Королем Німеччини є Максиміліан I Габсбург. У Франції королює Людовик XII (до 1515).
Середню частину Апеннінського півострова займає Папська область. Неаполітанське королівство на півдні розділили між собою Франція та Іспанія. Могутними державними утвореннями півночі є Венеційська республіка, Флорентійська республіка, Генуезька республіка та герцогство Міланське.
Кастилія і Леон та Арагонське королівство об'єднані в Іспанське королівство, де правлять католицькі королі Фердинанд II Арагонський (до 1516) та Ізабелла I Кастильська (до 1504).
В Португалії королює Мануел I (до 1521).
Генріх VII є королем Англії (до 1509), королем Данії та Норвегії Юхан II (до 1513). Стен Стуре є регентом Швеції. Королем Угорщини та Богемії є Владислав II Ягелончик. У Польщі королює Олександр Ягеллончик (до 1506), він же залишається князем Великого князівства Литовського.
Галичина входить до складу Польщі. Волинь належить Великому князівству Литовському. Московське князівство очолює Іван III Васильович (до 1505).
На заході євразійських степів існують Казанське ханство, Кримське ханство, Ногайська орда. У Єгипті панують мамлюки. У Китаї править династія Мін. Значними державами Індостану є Делійський султанат, Бахмані, Віджаянагара. В Японії триває період Муроматі.
У Долині Мехіко править Ацтецький потрійний союз на чолі з Монтесумою II (до 1520). Цивілізація мая переживає посткласичний період. В Імперії інків править Уайна Капак (до 1525).

## Події

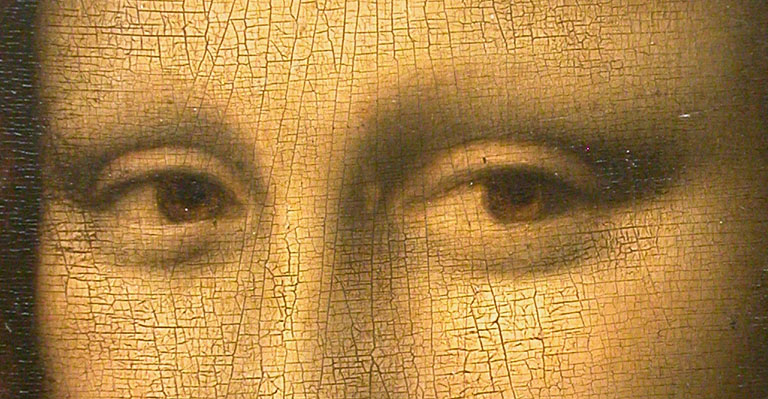
Почалася робота над «Джокондою».

- Перша писемна згадка про село Просівці (нині Підволочиського району Тернопільської області)
- Війна між Московією та Литвою завершилася підписанням у Варшаві миру, за яким Литва визнала втрату 20 міст (серед них Чернігів, Путивль, Брянськ, Гомель) та право московського князя іменуватися государем усієї Русі.
- Господар Молдови Штефан III Великий уклав угоду з турецьким султаном Баязидом II, за якою Молдова зберігала самоуправління, але повинна була сплачувати Туреччині данину.
- 10 травня, під час своєї останньої подорожі до Нового Світу, Христофор Колумб відкрив Кайманові острови, названі ним Черепаховими завдяки неймовірно великій кількості цих тварин на островах.
- 22 вересня, після смерті Олександра VI Борджа, папою римським обрано Пія III, понтифікат якого тривав до 18 жовтня.
- 30 жовтня королева Кастилії Ізабелла видала указ про туземців іспанських колоній, що забороняв захоплення і вивезення до Європи американських індіанців.
- Севілья отримала право на ексклюзивну торгівлю з Новим Світом.
- 31 жовтня папою обрано Джуліано делла Ровере під іменем Юлій II. Меценат, покровитель мистецтв, в 1506 році він почав будівництво нового собору св. Павла в Римі.
- Розпочалася війна в Італії між колишніми союзниками іспанцями та французами. Вигравши кілька битв, іспанці захопили Неаполь. Вони почали використовувати в битвах аркебузи.
- Англія та Шотландія підписали вічний мир, який протримався 10 років. Король Шотландії Яків IV одружився з донькою англійського короля Генріха VII Маргарет.
- Васко да Гама збудував португальську фортецю в Кочі в Індії.
- Поблизу італійського містечка Барлетта 13 італійських лицарів перемогли в турнірі 13 французьких.

## Мистецтво
- Маріотто Альбертінеллі намалював свій шедевр «Відвідування».
- Ієронім Босх малював «Сад земних насолод».
- Леонардо да Вінчі почав роботу над «Джокондою».

## Народились
Див. також: Категорія:Народились 1503
- 11 січня — Франческо Параміджаніно (Франческо Маццола), італійський живописець, представник маньєризму.
- 14 грудня — Нострадамус, французький астролог, провидець, лейб-медик Карла IX, письменник.
- Аньйоло Бронзіно
- Гарсиласо де ла Вега
- Іоанн-Фрідріх Великодушний
- Кавальканті Бартоломмео
- Джованні делла Каза
- Крістіан III
- Куріон Целій Секунд
- Уртадо де Мендоса Дієго
- Фердинанд I (імператор Священної Римської імперії)

## Померли
Див. також: Категорія:Померли 1503